# 八股地水库
八股地水库是中国内蒙古自治区乌兰察布市商都县境内的一座水库，位于铜轱辘河上，建于1960年。水库正常库容为250万立方米，集雨面积为604平方千米，海拔为15米。